# Anna Gasser
Anna Gasser, född 16 augusti 1991 i Villach i Kärnten är en österrikisk snowboardåkare.
Hon började tävla i snowboard säsongen 2010/2011, innan dess hade hon varit en del av det österrikiska gymnastiklandslaget. Gasser blev i november 2013 den första kvinnan att sätta en Cab Double Cork 900.
Hon kom på en tionde plats i slopestyle vid olympiska vinterspelen 2014 i Sotji. Vid världsmästerskapen 2017 i Sierra Nevada tog hon guld i Big Air.